# ベン・ハリス
ベン・ハリス（Ben Harris、1999年9月8日 - ）は、プレミアシップサラセンズに所属するラグビー選手。

## プロフィール
- イングランド・ロンドン出身。
- ポジションはウィング(WTB)、フルバック(FB)。
- 身長 189cm、体重 85kg
- 7人制イングランド代表に選ばれたことがある[1]。

## 略歴
2020年、サラセンズに加入。
2021年、東京五輪の7人制イギリス代表スコッドに選ばれた。